# Carl Friedrich Trier (Politiker)

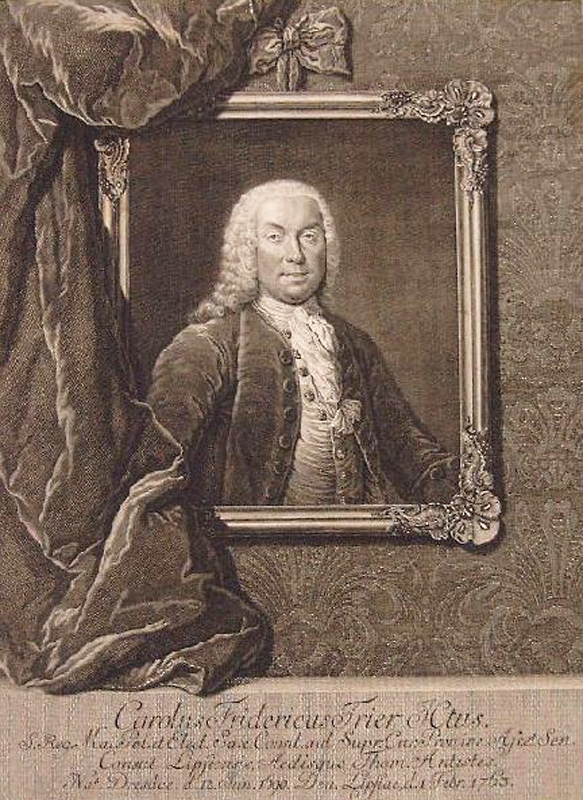
Carl Friedrich Trier

Carl Friedrich Trier (* 12. Juni 1690 in Dresden; † 1. Februar 1763 in Leipzig) war ein deutscher Politiker, kursächsischer Jurist und 1758 Bürgermeister der Stadt Leipzig.

## Werdegang
Triers Vater Johann Friedrich Trier war Königlich Kurfürstlicher Bibliothekar sowie Hof- und Justizrat in Dresden. Trier studierte Rechtswissenschaften an der Universität Halle, wo er 1722 mit der Untersuchung „De Restitutione In Integrum Contra Sponsalia Pura Minorum“ zum Dr. iur. promoviert wurde. Trier wurde 1722 in den Rat der Stadt Leipzig gewählt. Nach der Ernennung zum Baumeister (1742) und zum Proconsul (1748) war er 1758 Bürgermeister der Stadt. 1761 schied er aus dem Rat aus. Er war Herzoglich Sächsisch-Weißenfelsischer Hofrat, Königlich Polnischer und Kursächsischer Hof- und Justizrat, Kaiserlicher Pfalzgraf sowie Oberhofgerichtsassessor.
Carl Friedrich Trier war der Begründer und Besitzer von Triers Garten in Leipzig. Nach seinem Tode kam dieser an seinen gleichnamigen Neffen und Schwiegersohn, den Appellationsrat Carl Friedrich Trier.